# Homunculus (Film)
Homunculus ist eine sechsteilige deutsche Stummfilmreihe von Otto Rippert aus dem Jahr 1916 um einen künstlich erschaffenen Menschen. Die Titelrolle übernahm Olaf Fönss.

Filmplakat zu Teil 1 von Albert Hoppler

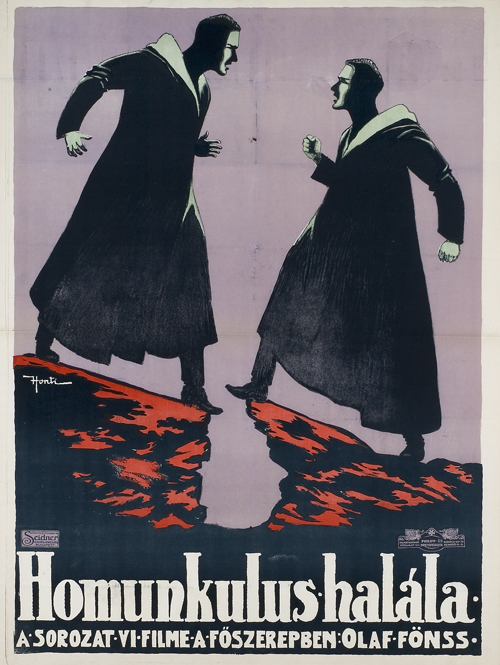
Ungarisches Filmplakat zu Teil 6 von Nándor Honti

## Handlung

### Teil 1: Die Geburt des Homunculus
Schon lange träumt Wissenschaftler Professor Ortmann davon, einen „künstlichen Menschen“ zu erschaffen. Neiderfüllt muss er zusehen, dass ausgerechnet sein Schüler Dr. Hansen bei diesem Experiment den Durchbruch erzielt. Er hat den „Homunculus“ kreiert, das perfekte Kunstwesen. Dennoch besitzt das Wesen einen zentralen Fehler: Es ist nicht zur Liebe fähig, durchaus aber zu anderen Gefühlen. Als der Homunculus 25 Jahre alt wird, beginnt er Nachforschungen über seine Herkunft anzustellen und entdeckt das Geheimnis seiner Entstehung. Diese Erkenntnis erweckt in ihm unbändigen Hass gegenüber seinem Erzeuger Hansen und dessen Tochter. Sie liebt den Homunculus, obwohl sie weiß, dass er selbst nicht zur Liebe imstande ist, sich aber instinktiv nach diesem Gefühl sehnt. Der Homunculus treibt die junge Frau in den Tod und leistet einen grausamen Racheschwur, in dem er der Menschheit ankündigt, Angst und Schrecken über sie zu verbreiten.

### Teil 2: Das geheimnisvolle Buch
Auf seiner Suche nach Liebe begibt sich der Homunculus auf eine Abenteuerreise durch die Welt. Im Orient gelangt er zum Hof des gelähmten Fürsten Dalasagea, wo er freundlich aufgenommen wird. Mit seinen übermenschlichen Fähigkeiten gelingt es dem Homunculus, den Fürsten zu heilen. Doch bald erfährt man, wen man vor sich hat. So wird er ausgewiesen und verfolgt. Eleonore, die attraktive Tochter des Fürsten, sein Hund und Edgar Rodin, ein Gehilfe seines Schöpfers Hansen, folgen ihm. Schließlich übergibt der Homunculus die in Gefahr geratene Eleonore ihrem Bräutigam und zieht mit Edgar weiter.

### Teil 3: Die Liebestragödie des Homunculus
Der Homunculus und Edgar machen eine Erfindung, die es dem rasenden Homunculus ermöglichen würde, die Welt zu vernichten. Zuvor aber will er die Liebe ergründen. Als er beobachtet, wie die junge Anna von ihren Eltern verstoßen wird, nimmt er sich ihrer an und bittet die Eltern um Vergebung, doch ohne Erfolg. Er bringt sie zu ihrem Verführer, der das Mädchen ebenfalls zurückweist. Daraufhin nimmt Homunculus Rache, indem er den Mann finanziell ruiniert und Anna vor die Füße wirft. Die aber liebt den Verführer auch weiterhin und bittet den Homunculus um Gnade. Dieses Gefühl der Liebe kann der Homunculus nicht verstehen. Daher will er es an sich selbst erproben. Eine junge Frau, Luise, die ihn liebt, stellt er auf schwerste Proben. Diese tut alles für ihn, opfert ihm zuliebe ihren Verlobten und ihre Eltern. Erst als er sich ihr offenbart und seine Künstlichkeit zutage tritt, verlässt Luise ihn. Diese Erfahrung bestätigt den Homunculus in seiner Absicht, die Menschheit zu vernichten.

### Teil 4: Die Rache des Homunculus
Homunculus ist als Richard Ortmann inzwischen zum Vorsitzenden einer erfolgreichen Firma geworden. Seine eiskalten Geschäftspraktiken und seine Unnachgiebigkeit führen bald zu größter Unzufriedenheit unter der Arbeiterschaft. Doch der Homunculus treibt ein doppeltes Spiel: Während er seine Arbeitgeberkollegen zu unbarmherziger Härte aufruft, schürt er, als Arbeiter verkleidet, den Hass des Volkes gegen die Obrigkeit. Sven Fredland, ein Mitglied der Firma, das Liebe und Verständnis predigt, wird vom Homunculus in einer Felsenhöhle eingesperrt. Eines Tages lernt Ortmann / Homunculus die Arbeiterin Margot kennen. Sie fühlt sich zu ihm hingezogen, obwohl sie in seinem Tagebucheintrag lesen konnte, dass sich hinter Richard Ortmann Homunculus verbirgt. Sie ist ihm treu ergeben, und er nimmt Margot, die ihn als erstes Wesen zu lieben scheint, obwohl er Homunculus ist, zu sich mit nach Haus und überhäuft sie mit Reichtümern. Doch die junge Frau ist von der Gefühllosigkeit des Homunculus rasch abgestoßen. Es gelingt ihr, Fredland zu befreien. Der Homunculus wird schließlich eingesperrt, kann aber spektakulär fliehen. Und wieder schwört der von der Menschheit bitter Enttäuschte grausame Rache.

### Teil 5: Die Vernichtung der Menschheit
Der Homunculus muss sich lange Zeit vor seinen Verfolgern verstecken. Doch es gelingt ihm von Neuem, Zwietracht und Streit zwischen den Menschen zu säen. Als er eines Tages ein verwaistes Mädchen kennenlernt, führt er es zu den Eltern des Hirten Rudolf. Er will sie und Rudolf miteinander verkuppeln, um ein neues Menschengeschlecht zu züchten. Deshalb entführt er das Paar auf eine einsame Insel. Doch der Plan schlägt fehl, weil Rudolf den Homunculus umzubringen versucht, nachdem er von dessen wahrer Identität erfährt. Aus Rache vernichtet der Homunculus die gesamte Insel mitsamt dem jungen Paar. Sein bislang treuer Weggefährte Edgar Rodin ist derart entsetzt über diese Tat, dass er sich von dem Homunculus lossagt und ihm mit dem Tode droht.

### Teil 6: Das Ende des Homunculus
Edgar Rodin und Dr. Hansen, der Schöpfer des Homunculus, haben sich dazu entschlossen, dem Wahnsinn endlich ein Ende zu bereiten. Sie wollen das hasserfüllte, rasende Kunstwesen vernichten, um die Erde zu retten. Das wollen sie erreichen, indem sie einen zweiten Homunculus erschaffen. Feuer soll mit Feuer bekämpft werden. Sie erziehen ihn in Abgeschiedenheit und unterrichten ihn in der Handhabung von Waffen. Als der zweite Homunculus zwölf Jahre alt geworden ist, entdeckt der Ur-Homunculus dessen Versteck und will ihn augenblicklich töten. In letzter Sekunde gelingt es Rodin, mit dem Jungen zu fliehen. Zehn Jahre später soll Homunculus junior dann endlich den Original-Homunculus vernichten. In einem Gebirge kommt es zum finalen Showdown zwischen den beiden künstlichen Wesen. Dabei besiegt der Ur-Homunculus zwar seinen Epigonen, er kommt aber gemeinsam mit ihm um, als herabstürzende Felsbrocken die beiden unter sich begraben.

## Produktionsnotizen

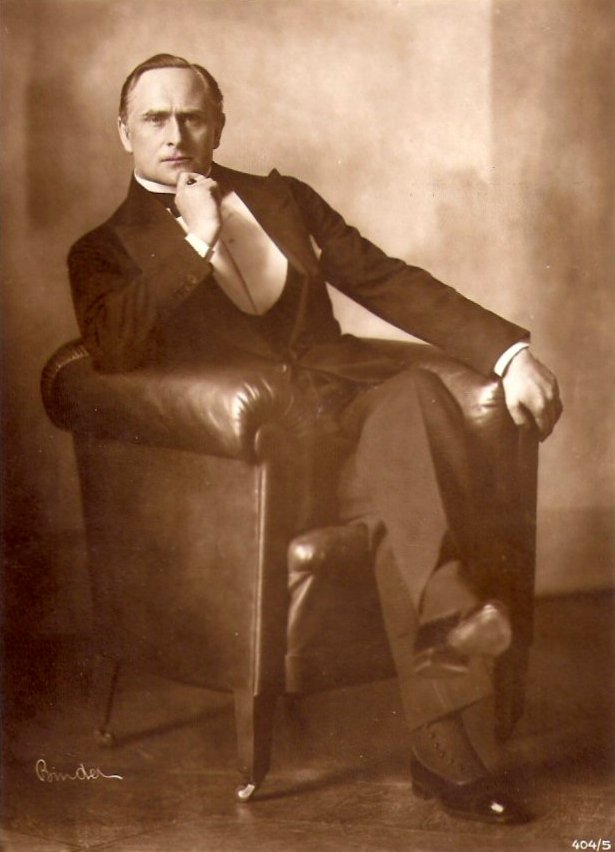
In der Titelrolle: Olaf Fönss, Fotografie (um 1922) von Alexander Binder

Die Dreharbeiten zu diesem Sechsteiler begannen im Mai 1916 in den Bioscop-Ateliers in Neubabelsberg. Erst zu diesem Zeitpunkt konnte der in Dänemark ungemein populäre Filmstar Olaf Fönss (Foto rechts) für die Titelrolle gewonnen werden. Seine Gage soll nach Auskunft der Lichtbild-Bühne-Ausgabe vom 6. Mai 1916 die höchste gewesen sein, die bis dahin je im deutschen Film gezahlt worden sei. Ursprünglich hatte die produzierende Bioscop geplant, Olafs Bruder Johannes zu verpflichten, der jedoch kein Interesse für den phantastischen Stoff gezeigt haben soll.:S. 119
Der erste Teil des Films erlebte im Rahmen einer Sondervorführung seine Uraufführung am 22. Juni 1916 im Berliner Marmorhaus. Die folgenden vier Teile liefen noch im selben Jahr an, Teil 6 im Januar 1917. Jeder der sechs Teile besaß eine Länge von vier Akten.
Robert Reinert verfasste das Drehbuch nach seiner eigenen Romanvorlage. Die umfangreichen Filmbauten entwarf Robert A. Dietrich.
Wie stark der Film vom Eindruck des Völkerschlachtens im Ersten Weltkrieg geprägt ist, belegt ein Zwischentitel im vierten Teil Die Rache des Homunculus. Dort heißt es Der Erdball soll unter dem Wüten der Völker erzittern...
Im Jahre 1920 wurde der Originalfilm mit einer Länge von 9163 Metern auf 6315 Metern gekürzt und als Dreiteiler wiederaufgeführt. Die drei Teile, die die Filmzensur Anfang September 1920 passiert hatten, trugen die Titel Der künstliche Mensch, Die Vernichtung der Menschheit und Ein Titanenkampf.

## Rekonstruktion 2014
Bis August 2014 schien von den ursprünglich sechs Teilen des Films nur der vierte, Die Rache des Homunculus, erhalten, der jedoch auch nur 3/4 des Films beinhaltete, wie Stefan Drößler herausfand, da man den Film auf Tonfilmgeschwindigkeit 25 Bilder/Sekunde umkopierte und dafür jedes zweite Bild verdoppelte. Auf dem Bonner Stummfilmfestival 2014 wurde erstmals nach fast 100 Jahren die 196 Minuten lange Arbeitskopie der Filmrekonstruktion aller sechs Episoden durch Drößler vom Filmmuseum München gezeigt, am Flügel live vertont von Stummfilmpianist Richard Siedhoff. Inzwischen wurde diese Fassung überarbeitet und viragiert mehrfach im Filmmuseum München aufgeführt, ebenfalls live vertont von Richard Siedhoff.

## Sonstiges
Noch im selben Jahr 1916 wurde die Filmreihe mit den Filmen Homunkulieschen (Regie: Franz Schmelter) und Homunkulieschen wird Filmdiva parodiert.

## Kritik
In der Lichtbild-Bühne konnte man folgendes lesen: „Der Autor Robert Reinert hat mit Hilfe von Otto Rippert nicht nur den Beweis geliefert, daß ein Film literarisch wertvoll sein kann, sondern in geradezu epochemachender Weise bekundet, daß der vielgeschmähte Begriff Film mehr Leben bringt und bietet, wie das gemeißelte und formvollendete Wort des Dichters, mehr zu bieten vermag, wie jede Gattung bildender Kunst oder Schaustellungen von Gemälden und Skulpturen. Der Stoff an und für sich mag höchste Literatur sein, umso höher ist es einzuschätzen, wenn es der Film vermag, die große, ihr nicht familiäre Volksmasse in dieses Gebiet emporzuziehen. Dies wurde hier nur so ermöglicht, daß außergewöhnliche Vorgänge derart kinematographisch festgehalten wurden, daß sie auch dem wenig Belesenen begreiflich und verständlich erscheinen. Dazu gehörten zwei Faktoren, nachdem Autor und Regisseur sich ihre Ziele gesteckt hatten: ein Unternehmen, das dem Vorhaben würdig gewachsen war und dessen Erfüllung mit allen Mitteln anstrebte und ein Darsteller des Homunculus, der ungeahnten, bisher ungekannten Aufgaben gewachsen war.“
Die B.Z. am Mittag schrieb: „Dieses Werk steht am Tore einer neuen Zeit der Lichtspielkunst; ja, es ist vielleicht erst nur eine Brücke zur künstlerischen Vertiefung des Film, aber voll eines starken bestimmten Willens, und wo dieser Wille anklopft, öffnet sich gewiß ein Weg. Die kritischen Maßstäbe, die bisher an kinematographische Erzeugnisse gelegt wurden, Maßstäbe, die nach der technischen Elle gingen, zerbrechen; ernsthafte Erwägungen der Theaterkritik setzen selbsttätig ein. Die Homunculus-Tragödie ist dem Lichtspiel dienstbar gemacht, die Psychologie hat nach hundert fehlgeschlagenen Anläufen die Leinwand erobert. Unzulänglichkeiten der Schauspielbühne werden Ereignis, Wagnisse Selbstverständlichkeiten; das Bild bezwingt das Wort, Gedanklichkeit hat eine neue Formulierung in der Auswertung von Situationen, Episch-Lyrisches hat dramatischen Akzent gefunden. Noch steht bloß eine Filmdämmerung vor einem Kunstmorgen, der im Zwielicht ohne die Gewähr für einen wahrhaften Sonnenaufgang kommt. Dichterischer Wille, Kraft und Regie haben gearbeitet, mit dem Verstand, noch ohne Herz. Doch schon kündigt der Rhythmus eines Herzschlages im Film sich an. Gigantische Spannungen, Handlungsreize von größter Intensität sind hier multipliziert. […] Fønss ist ein Darsteller mit außerordentlichen Ausdrucksmitteln, dessen hinreißendes Temperament alle Klippen, die sich der logischen Durchführung seiner Rolle entgegenstellen, überwindet.“
Das große Personenlexikon des Films erinnerte an die Auswirkung dieses Werks auf den frühen deutschen Nachkriegsfilm: „Berühmt machte Rippert vor allem sein 1916 entstandener Sechsteiler ‚Homunculus‘, eine insgesamt rund sechs Stunden lange, utopische Geschichte um einen omnipotent destruktiven, kriegsentfesselnden Kunstmenschen -- ein Serien-Opus, das damals größte Beachtung fand und mit seinen Hell-Dunkel-Effekten Stilelemente des Film-Expressionismus’ der Nachkriegszeit vorwegnahm.“
In Schwarzer Traum und weiße Sklavin heißt es einerseits: „[…] unübersehbar ist in der konventionellen Dramaturgie der Einfluß des Nordisk-Stils.“:S. 119 An späterer Stelle ist jedoch auch zu lesen: „Der verbliebene vierte Teil zeigt Fönss in Handlungen, die eine Art Vorgriff auf den Expressionismus sind; Verbindungen lassen sich auch zur Judex-Serie Feuillades ziehen.“:S. 120
Buchers Enzyklopädie des Films schrieb: „[…] auffällig ist außerdem eine stark sadistische Komponente und eine große Lust an der Zerstörung.“